# Haus des Menander

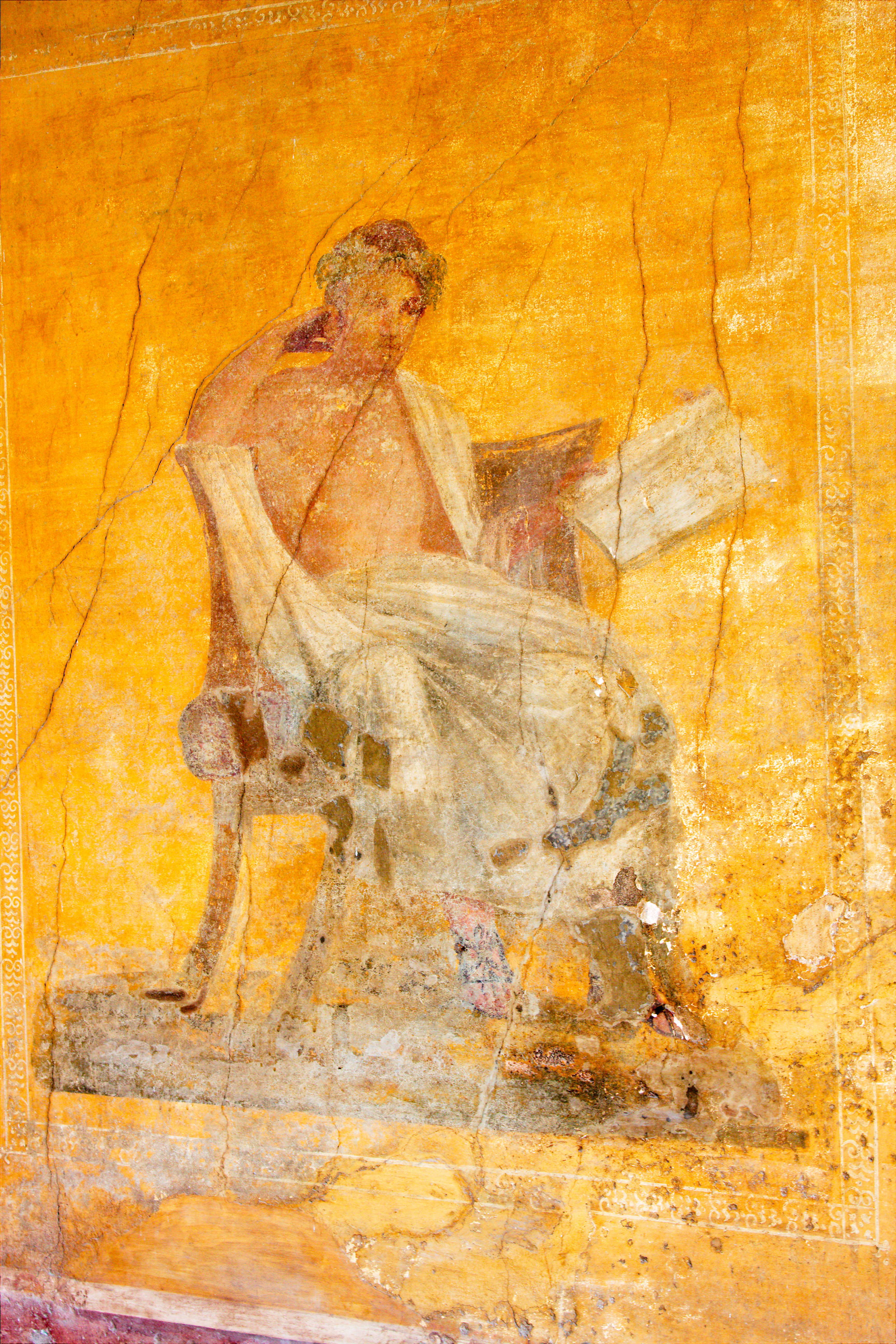
Haus des Menander, Wandmalerei: Menander

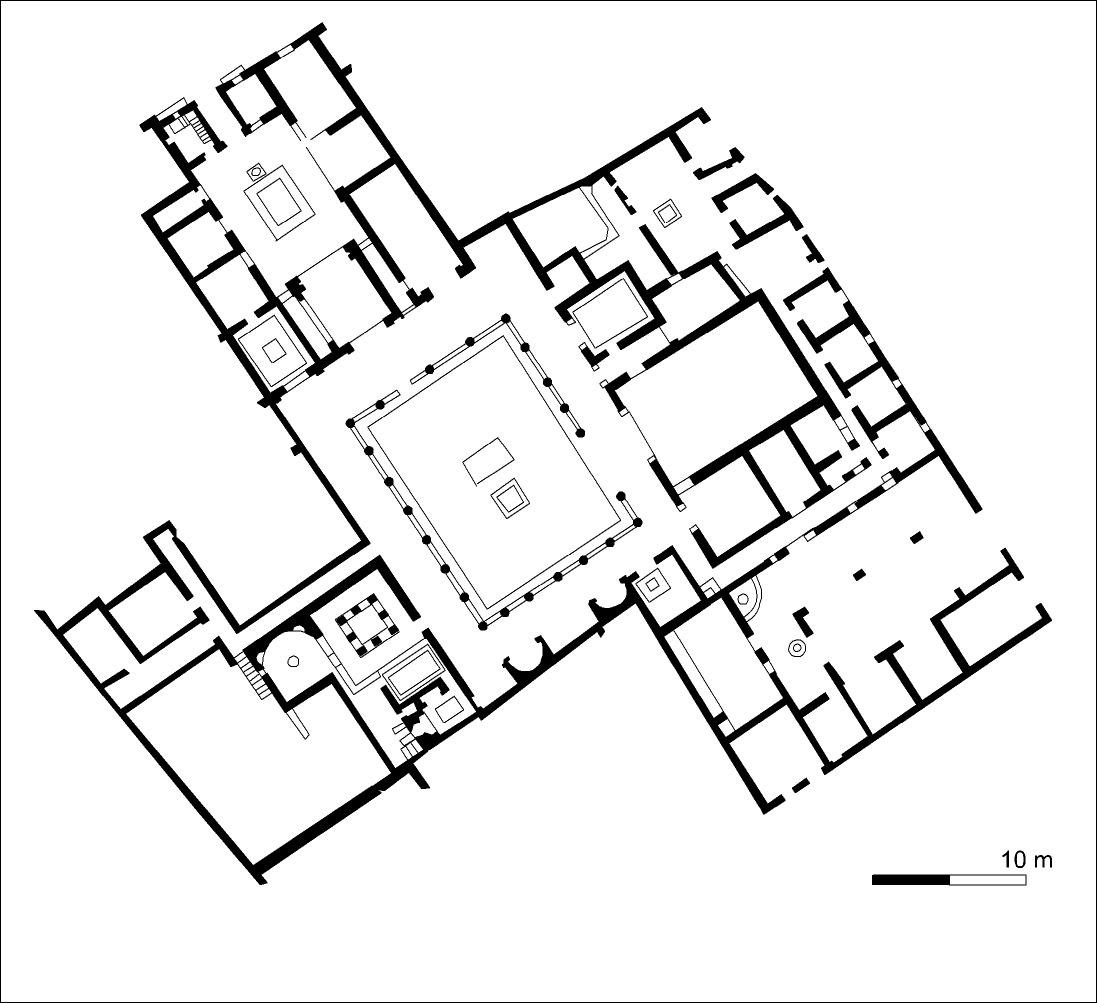
Haus des Menander, Grundriss

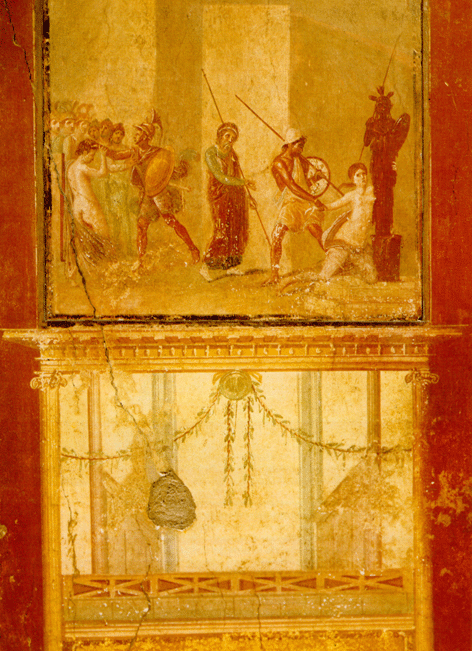
Haus des Menander, Wandmalerei: Kassandra klammert sich an das Kultbild der Athena

Das Haus des Menander (Casa del Menandro, I 10, 4) ist mit fast 1800 m² ein großes Stadthaus in Pompeji. Es wurde von 1926 bis 1932 ausgegraben und ist ein gutes Beispiel für das Haus einer wohlhabenden Familie in Pompeji. Es führt seinen Namen nicht nach dem Besitzer des Hauses, sondern nach dem Bild des griechischen Dichters Menander, das dort gefunden wurde. Der Name des letzten Besitzers des Hauses lautete wohl Quintus Poppaeus. Sein Name fand sich auf einem Bronzesiegel im Dienstbotentrakt.

## Geschichte und Aufbau
Den ältesten Teil des Hauses stellt das um 250 v. Chr. erbaute Atrium mit den darum liegenden Räumen dar und ist relativ bescheiden. Ungefähr 100 Jahre später wurde das Haus modernisiert. An der Eingangstür und am Tablinum wurden Tuff-Kapitelle angebracht. In augusteischer Zeit wurde das Haus grundlegend verändert, vor allem wurde ein Peristyl angebaut, wobei angrenzende Wohnbauten niedergerissen worden sind. An der Westseite wurde ein Bad errichtet. Im Ostteil findet sich der Wirtschaftstrakt des Hauses. Kurz vor dem Untergang wurden an verschiedenen Stellen des Hauses weitere Renovierungsarbeiten durchgeführt. Es fanden sich mit Stuck gefüllte Amphoren und ein provisorischer Ofen.

## Ausstattung

### Atrium
Das Haus ist reich mit Malereien des 4. Stiles dekoriert. Der ganze Atriumbereich, inklusive den Fauces und dem gegenüberliegenden Tablinum sind wahrscheinlich gleichzeitig ausgemalt worden. Im Atrium befindet sich ein Lararium, rechts vom Eingang. Die Wände des Atriums zeigen hier vorwiegend rote Felder mit gelben Zwischenfeldern, in deren Mitte sich leichte Architekturen und Ausblicke mit Bäumen befinden. Die meisten Wände haben eine schwarze Sockelzone. Im Tablinum sind die Hauptfelder dagegen gelb. In den schmalen Trennfeldern finden sich etwas aufwendigere Architekturen. Auf der linken Seite des Atriums befindet sich eine Ala, die ähnlich, aber noch aufwendigerer dekoriert ist. Über einem schwarzen Sockel befinden sich jeweils zwei große, gelber Felder. Dazwischen befinden sich jeweils Architekturen auf hellem Grund und darin Einzelbilder. Dies ist insofern bemerkenswert, als sich Einzelbilder meist in den großen Feldern und nicht in den Zwischenfeldern befinden. Die drei Bilder zeigen Szenen aus der Ilias. Auf der Südwand ist der Tod des Laokoon abgebildet, auf der Ostwand das trojanische Pferd und auf der Nordwand Kassandra, die sich an das Kultbild der Athena klammert, was eine Episode bei der Eroberung von Troja darstellt.

### Peristyl
Die Malereien im Peristyl sind einfacher. Sie zeigen rote Felder mit einfachen Rahmungen und einfachen kleinen Bildern im Zentrum. Der oberen Teil der Wand ist weiß. Zwischen den Säulen im Peristyl befinden sich Interkolumnarien, die auf schwarzen Grund Pflanzen und Tiere zeigen. Die Rückwand des Peristyls zeigt eine Abfolge von Exedren, in deren mittlerer sich ein Bild des Menander befindet, das dem Haus den modernen Namen gab. Die Figur ist mit Sicherheit durch Inschriften über ihn und auf der Papyrusrolle, die er hält identifiziert. Zwei weitere Dichter sind auf den beiden anderen Wänden der Exedra abgebildet, doch sind ihre Figuren schlecht erhalten, so dass eine sichere Identifizierung unmöglich erscheint. In einer weiteren, halbrunden Exedra befinden sich Malereien die eine Jagd zeigen. In der Exedra ganz rechts befindet sich ein weiteres Lararium. Hier standen einst Holzfiguren. Das Holz ist im Laufe der Zeit vergangen, die Ausgräber fanden aber Hohlräume, die sie mit Gips fühlten und somit einen Eindruck von den Figuren gewinnen konnten. Es handelt sich um einen sitzenden Mann und vier Büsten. Die Wände dieser Nischen sind mit einer großflächigen Landschaft bemalt.

### Bad
Im Caldarium befindet sich ein großes Mosaik mit einem zentralen Akanthus sowie diese umgebende Fischer, Delphine und andere Meerestiere.

## Schatz

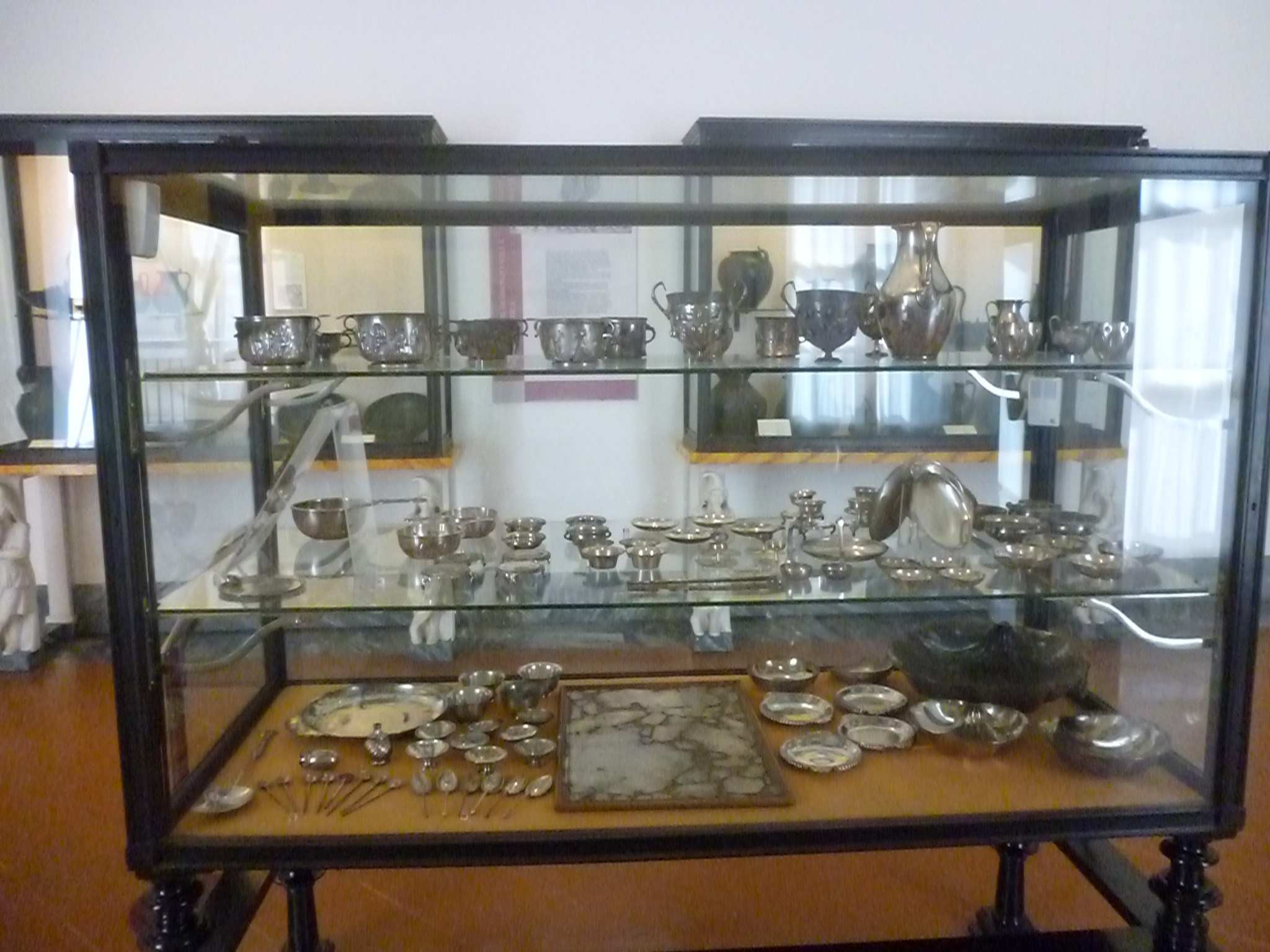
Silberschatz aus dem Haus des Menander

In einem Kellerraum des Hauses fand sich im Dezember 1930 ein Schatz von 118 Silbergefäßen, die sorgfältig in einer Holztruhe gelagert worden waren, als das Gebäude nach dem großen Erdbeben von 62 n. Chr. renoviert werden musste. Die Stücke wiegen insgesamt etwa 21 kg und bestehen insbesondere aus Essgeschirr (83 Teile) und Trinkgeschirr (23 Teile). Das vermutlich einzige Objekt des Schatzes, das zur Zimmerdekoration diente, ist ein Schausteller mit der Darstellung einer Stadtpersonifikation mit Mauerkrone. Dabei handelt es sich um den bisher einzigen Fund einer Silberschale mit Goldemblem in der Mitte. In derselben Kiste fanden sich auch Goldschmuck und Münzen im Wert von 1432 Sesterzen.

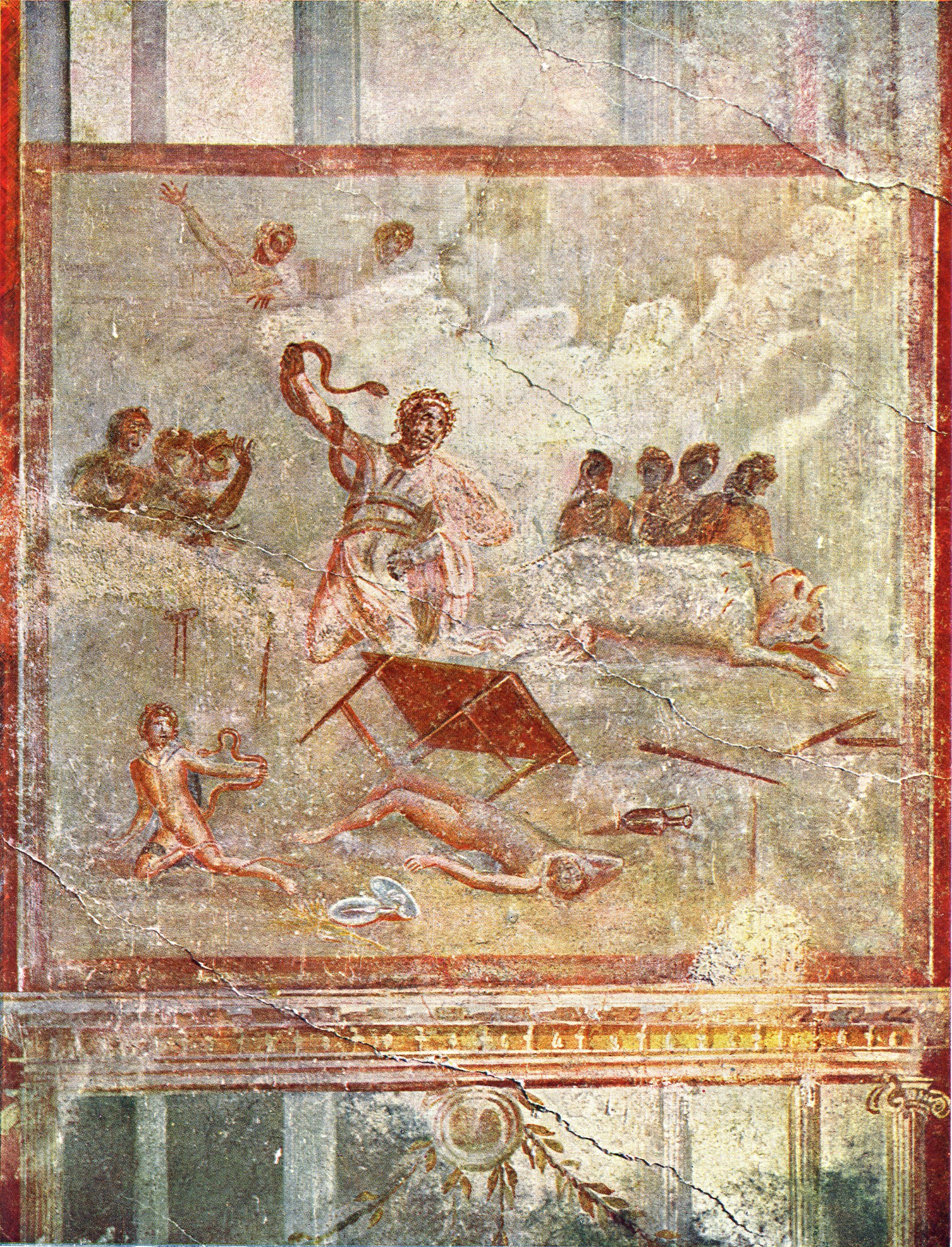
Haus des Menander, Atrium, Wandmalerei: Laokoon

Das als großräumig und reich bekannte Anwesen lockte vermutlich auch Diebe an; so wurden Skelette mit Werkzeugen gefunden, die für Einbruch und Grabungen geeignet gewesen wären.